# 卵

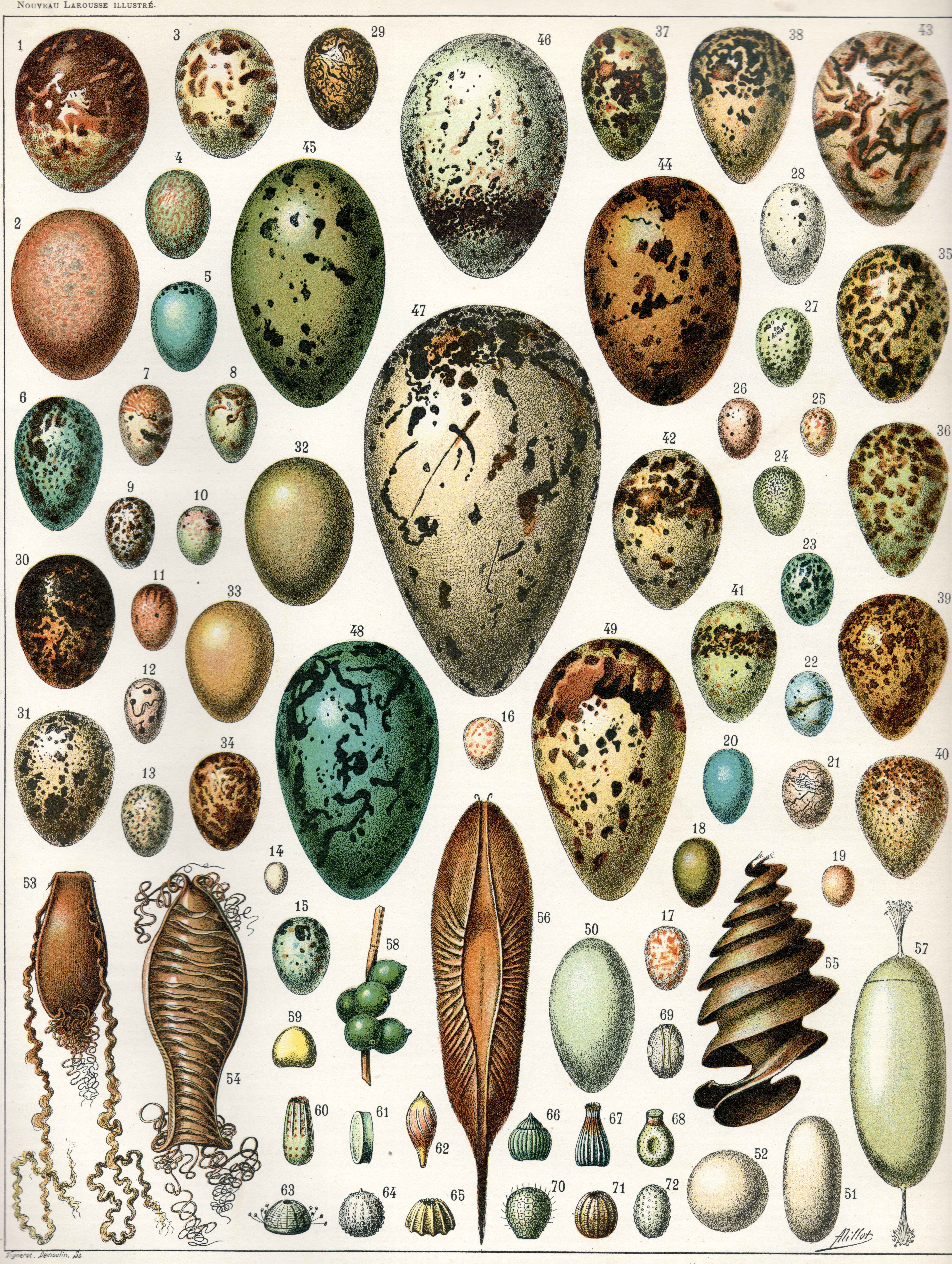
各种卵生动物的卵

雞蛋在第9天的發展情況

卵，又称作蛋，是卵生動物賴以繁殖的胚胎，有的是在雌性體外受精而成（例如魚類的卵），有的則是在雌性體內受精後再產出體外孵化（例如鳥類的卵）。魚類、鳥類、爬行動物、昆蟲，以及若干哺乳類都會產卵；有些卵僅被一層膠狀物質所包覆，有些則包覆着一層防水的殼。

## 产卵
卵生动物将卵从母体中排出的过程称为产卵（oviposition）。目前尚存的卵生哺乳动物只有单孔目一类

## 卵的構造

雞蛋剖面圖。从上到下依次是：
1.蛋壳
2.外壳膜
3.内壳膜
4.上繫帶
5.稀蛋白
6.浓蛋白
7.卵黄膜
8.核筋膜
9.胚盘
10.深色蛋黃
11.淺色蛋黃
12.內部蛋白
13.下繫帶
14.气室
15.蛋殼緣

卵的保護層有膠狀物、硬殼及革殼幾種。魚類、兩生類的蛋只有膠狀物保護；鳥類的蛋屬於硬殼的，大多易破，目前最大的鳥蛋是鴕鳥蛋，最小的蛋是蜂鳥蛋；爬蟲類的蛋如蜥蜴或蛇等，蛋殼像皮革有彈性，稍微凹下去也沒關係。
在適當的溫度下，受精的蛋會在一定時候孵化，幼體用口部上方的角質物鑿開蛋殼破殼而出。鳥類的蛋大多呈梨型的，也就是說一頭較尖，另一頭較大，這是為了讓親鳥孵蛋的時候，在翻蛋使整個蛋受熱平均，不至於讓蛋滾出鳥巢而演化出來的形狀，蛋會朝向尖的那一端滾動。
蛋在大頭的那端有個氣室，功能是氧氣交換以利於呼吸作用。所以蛋的表面也有數不清的氣孔，若經過水洗就無法孵化了。蛋白像羊水一樣有保護及穩定的功效，蛋黃則是供及養分給胚胎成長。

### 蛋殼
蛋壳又叫卵壳，完整的蛋殼呈鸡蛋圆，一头小，約佔全蛋體積的11%~11.5%。蛋殼又可分為殼上膜、殼下皮、氣室。
蛋殼的主要成分是碳酸鈣，約佔整個蛋殼重量的91％～95％。其含鈣的成分與珍珠、牡蠣、牛骨、小魚乾相同，是鈣質的良好來源。此外，蛋殼中尚含約佔有5％的碳酸鎂，以及2％的磷酸鈣和膠質。

### 卵壳膜与气室
卵壳膜分为外壳膜和内壳膜，中间夹着气室。
殼上膜（外壳膜），即在蛋殼外面，一層不透明、無結構的膜；作用是防止蛋的水份蒸發。殼下皮（内壳膜）是在蛋殼裡面的薄膜，共二層，空氣能自由通過此膜。
气室是二層殼下皮之間的空隙，储存氧气等空气。若蛋內氣體遺失，氣室會不斷地增大。

### 卵白
卵白又稱蛋白、蛋清，是殼下皮內半流動的膠狀物質，體積約佔全蛋的57%～58.5%。蛋白中約含蛋白質12％，主要是蛋白。蛋白中還含有一定量的核黃素、尼克酸、生物素和鈣、磷、鐵等物質。蛋白凝結的溫度大約在80℃。
蛋白又分濃蛋白和稀蛋白。濃蛋白是靠近蛋黃的部分蛋白，濃度較高。稀蛋白是靠近蛋殼的部分蛋白，濃度較稀。

### 卵黃
卵黄又稱蛋黃，多居於蛋白的中央，由繫帶懸於兩極，相当于卵细胞的细胞质。蛋黃體積約全蛋的30％～32％，主要組成物質為卵黃磷蛋白，另外脂肪含量為28.2％，脂肪多屬於磷脂類中一的卵磷脂。對人類的營養方面，蛋黃含有豐富的維生素A和維生素D，且含有較高的鐵、磷、硫和鈣等礦物質。蛋黃內有胚盘。若雞蛋有受精，約經過21天會孵出小雞。蛋黃凝結的溫度大約在70℃。

### 卵黄膜
卵黄膜包在蛋黄的周围，有保护蛋黄的作用。敲开一个生蛋，会发现里面的蛋黄成凝固状，将卵黄膜戳破，即可发现卵黄从戳破的位置流出。

### 胚盘
胚盘是雏鸡发育的部位，含有遗传物质，是卵细胞的细胞核。

### 繫带
繫带有固定卵黃的作用。

## 營養及食用
有些民族的飲食文化，例如日本料理，常食用魚卵。
蛋含豐富的蛋白質、脂肪及維生素，是重要的食品之一。常做食品的有雞蛋、鴨蛋、鴿蛋、鵪鶉蛋等，可以製成蒸蛋、烚蛋和煎蛋和皮蛋。以蛋为原料制成的食物有蛋撻、天婦羅、双皮奶、皮蛋酥、蛋糕、蛋花湯、四色蛋、皮蛋、鹹鴨蛋等。
在佛教的教義里，一切卵（包括无精卵）都有生命，所以卵的食用是被禁止的。不過隨著觀念改變，有些人開始食用未受精的卵。